# جنگهای مولداوی-عثمانی
اولین درگیری بین مولداوی و امپراتوری عثمانی که روایت تاریخی از آن وجود دارد در زمان الکساندرو سل بون، در سال ۱۴۲۰ هنگامی که عثمانی‌ها سعی در تصرف شیلیا داشتند، رخ داد که این حمله ناموفق بود. در سال ۱۴۳۹، زیگیزموند پادشاه مجارستان با ولادیسلاو پادشاه لهستان در مورد تقسیم مولداوی بین دو کشور بحث کردند. زیگیزموند از این موضوع که مولداوی‌ها از کمک به وی در لشکرکشی‌های خود علیه ترک‌ها امتناع ورزیدند گلایه داشت، اما پادشاه ولادیسلاو استدلال کرد که مولداوی نمی‌تواند از طریق نظامی به وی کمک کنند، زیرا قبلاً در عوض کمک‌های او به وی کمک کرده‌اند و زیگیزموند مجبور شد از ادعاهای خود صرف نظر کند.
در سال ۱۴۴۴، مولداوی نیروهای خود را برای نبرد وارنا به کمک پادشاه وادیسلاو سوم وارنا اعزام کرد. تُرک‌ها به همراه خود شترهایی داشتند و در صورت شکست و عقب‌نشینی، سکه‌های طلا و نقره را بر زمین می‌ریختند تا دشمن را منحرف کنند. مولداوی‌ها برای جمع‌آوری پول به دنبال شترها می‌رفتند.
بین سالهای ۱۴۵۱ و ۱۴۵۷، مولداوی در آشفتگی مدنی به سر می‌برد و تحت سلطه پترو آرون، پادشاهی سالانه ۲٬۰۰۰٬۰۰۰ سکه طلا خراج به باب عالی (عثمانی) می‌پرداخت. در سال ۱۴۷۰، در زمان حکومت استفان بزرگ، روابط بین مولداوی و امپراتوری عثمانی خصمانه شد و درگیری‌های متعددی به وجود آورد، از جمله مهمترین آنها می‌توان به جنگ واسلو، جایی که عثمانی‌ها شکست خوردند، و نبرد واله‌آلبا، جایی که سلطان محمد دوم پیروز شد، اما مجبور به عقب‌نشینی گردید اشاره کرد. در سال ۱۴۸۴، عثمانی موفق شد شیلیا و آکرمان را ضمیمه خود کند. پس از مرگ استفان بزرگ (۱۵۰۴) مولداوی سقوط کرد و در سال ۱۵۱۲ مجبور به پذیرش دست‌نشاندگی برای باب عالی (امپراتوری عثمانی) شد، اما درگیری‌ها تا قرن نوزدهم ادامه داشت و مولداوی برای مدت کوتاهی دارای استقلال بود.